# 金维映

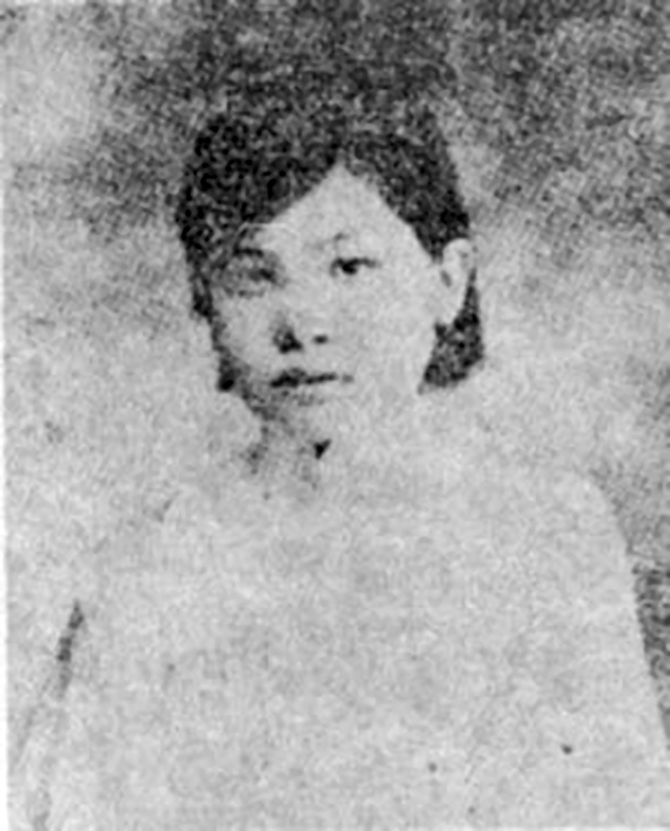
金维映像

金维映（1904年8月16日—1941年），女，原名爱卿，宁波府定海县岱山（现属浙江省岱山县）人，中国革命家，邓小平的第二任妻子。

## 生平

### 早年
1904年生於浙江省寧波府定海縣岱山:32。1908年，由於天災，父親經營米店破產，後移居定海縣城，其父在一招待所當賬房:32。1913年，金維映進入縣立女子第一小學讀書:332。少年時天資過人，好讀書，擅長演戲、演說，受到校長激進思想影響，從小嚮往革命:32。

### 經歷
1926年11月，加入中国共产党，彼时在定海女子小学任教，为中共定海独立支部发起人之一。:32当时宁波地委称其为“定海女将”。她是红一方面军参加长征的30位女红军之一。1929年任中共江蘇省婦女運動委員會書記，1930年任上海絲織業工會中共黨團書記和上海工會聯合行動委員會負責人；當時被評價為活潑開朗，果敢幹練，風風火火:195。
鄧小平在上海李維漢家中彙報工作時認識金維映，到中央蘇區後不久，1931年結為夫婦:195:33。另一說鄧小平與金維映在會昌相識，1932年夏季結婚:24。金維映在中央蘇區曾擔任雩都縣和勝利縣縣委書記。1933年，因鄧、毛、謝、古事件和個人理由，鄧小平被審查時，金維映與鄧小平離婚:215，又與時任中共中央組織部部長李維漢結婚:33。離婚一事令鄧小平痛苦萬分，在鄧小平生前，沒有人敢在鄧小平面前提“金維映”三個字；鄧小平也隻字未提金維映。金維映與李維漢在長征途中育有一子李鐵映:33。

### 逝世
第二次世界大戰蘇德戰爭爆發後，1941年死於俄羅斯莫斯科:15。據稱為俄羅斯莫斯科的精神病院中擔任志願護士時被德軍轟炸機空襲炸彈炸死。

## 紀念
出生地岱山縣高亭镇後街弄14号（黄家）仍保留其故居。